# Hypercalymnia ampijaroa
Hypercalymnia ampijaroa är en fjärilsart som beskrevs av Pierre E.L. Viette 1965. Hypercalymnia ampijaroa ingår i släktet Hypercalymnia och familjen nattflyn. Inga underarter finns listade i Catalogue of Life.